# Dyspteris aequivirgata
Dyspteris aequivirgata är en fjärilsart som beskrevs av W. Warren 1907. Dyspteris aequivirgata ingår i släktet Dyspteris och familjen mätare. Inga underarter finns listade i Catalogue of Life.